# 통일백서
통일백서(統一白書)는 통일부가 발행하는 백서로서, 한반도 남북교류 협력, 남북관계 상황과 실적에 관한 보고서이다. 1990년부터 매년 발간되고 있다.

## 연혁
- 1990년 첫 번째 통일백서 발간.
- 1992년 두 번째 통일백서 발간.
- 1993년 세 번째 통일백서 발간.
- 1994년 네 번째 통일백서 발간.
- 1995년 다섯 번째 통일백서 발간.
- 1996년 여섯 번째 통일백서 발간.
- 1997년 일곱 번째 통일백서 발간.
- 1998년 여덟 번째 통일백서 발간.
- 2000년 아홉 번째 통일백서 발간.
- 2001년 열 번째 통일백서 발간.
- 2002년 열한 번째 통일백서 발간.
- 2003년 열두 번째 통일백서 발간.
- 2004년 열세 번째 통일백서 발간.
- 2005년 열네 번째 통일백서 발간.
- 2006년 열다섯 번째 통일백서 발간.
- 2007년 열여섯 번째 통일백서 발간.
- 2008년 열일곱 번째 통일백서 발간.
- 2009년 열여덟 번째 통일백서 발간.
- 2010년 열아홉 번째 통일백서 발간.
- 2012년 스물 번째 통일백서 발간.
- 2013년 스물한 번째 통일백서 발간.
- 2014년 스물두 번째 통일백서 발간.
- 2015년 스물세 번째 통일백서 발간.
- 2016년 스물네 번째 통일백서 발간.
- 2017년 스물다섯 번째 통일백서 발간.
- 2018년 스물여섯 번째 통일백서 발간.
- 2019년 스물일곱 번째 통일백서 발간.
- 2020년 스물여덟 번째 통일백서 발간.
- 2021년 스물아홉 번째 통일백서 발간.
- 2022년 서른 번째 통일백서 발간.
- 2023년 서른한 번째 통일백서 발간. 이 백서에서 '한반도 비핵화'가 '북한 비핵화'라는 용어로 공식화되었다.[1]

## 같이 보기
- 백서
- 외교백서
- 국방백서
- 경제백서